# Слобожанщина (батальон полиции)
Батальон патрульной службы полиции особого назначения «Слобожанщина» (укр. Батальйон ПСМОП «Слобожанщина») — подразделение специального назначения, созданное в апреле 2014 года в структуре ГУ МВД Украины в Харьковской области.

## Предшествующие события
13 апреля 2014 министр внутренних дел Украины А. Б. Аваков сообщил о том, что принято решение о создании спецподразделений патрульно-постовой службы МВД Украины «на основе гражданских формирований».

## Формирование подразделения
Формирование подразделения началось 14 апреля 2014 года в Харькове, к 20 апреля 2014 комплектование личным составом было практически завершено.
Обеспечение батальона проходило с использованием средств областного бюджета Харьковской области и внебюджетных средств:
- так, 4 — 18 июня 2014 на полигоне Васищево батальон получил две партии помощи от благотворительного фонда «Мир и порядок»[6] (генераторы, палатки, бинокли, дальномеры, рюкзаки, плащи и др. предметы экипировки[7], 100 бронежилетов[8], 100 комплектов униформы, аптечки с противошоковой сывороткой, навигаторы, фонари, противогазы)[9]
- 10 июля 2014 года из областного бюджета Харьковской области было выделено 1,6 млн гривен на обеспечение вещевым имуществом спецбатальонов «Слобожанщина», «Харьков-1» и спецроты «Харьков-2»[10]

## История
27 июня 2014 года батальон был отправлен в зону АТО для охраны административных границ Луганской и Донецкой области.
2 августа 2014 командир БПСМОН «Слобожанщина» старший лейтенант милиции Андрей Янголенко «за личное мужество и героизм, проявленные в защите государственного суверенитета и территориальной целостности Украины» был награждён медалью «За военную службу Украине».
Со слов Андрея Янголенко, в первой половине августа 2014 года батальон нёс службу в зоне боевых действий. 13 августа 2014 года был объявлен дополнительный набор добровольцев в батальоны «Харьков-1» и «Слобожанщина».
Со слов представителей подразделений, 6 сентября 2014 батальон МВД «Харьков-1» и диверсионная группа из состава батальона «Слобожанщина» провели специальную операцию в Донецкой области, в ходе которой был освобождён из плена полковник СБУ.
21 октября 2014 года бойцы батальона в открытом письме призвали расследовать действия командования батальона (присвоение полученной от волонтёров помощи, а также хищение автомобиля ВАЗ-2115 в посёлке Волноваха, которое совершили командир второй роты батальона Тихоненко и помощник комбата по обеспечению В. В. Литвиненко). Коллективное заявление о преступлениях против мирных жителей и издевательства над подчиненными во время пребывания на Донбассе подписали около 30 милиционеров из батальона «Слобожанщина». 24 октября 2014 прокуратура Харьковской области открыла уголовное производство по ч. 2 ст. 365 УК (превышение власти или служебных полномочий работником правоохранительного органа) в отношении командира батальона, в результате которого А. Янголенко был отстранён от командования (на период расследования и. о. командира батальона стал командир полка патрульной службы Харьковского городского управления МВД Михаил Катана).
31 октября 2014 года, после двух месяцев в зоне АТО, батальон «Слобожанщина» был выведен к месту постоянной дислокации в Харьковскую область.
18 ноября 2014 года министр внутренних дел Украины А. Б. Аваков вручил командирам и бойцам батальонов «Слобожанщина» и «Харьков-1» награды за мужество и героизм, проявленные в ходе антитеррористической операции.
19 ноября 2014 года советник министра внутренних дел Украины Т. Н. Черновол заявила, что Волноваха не была захвачена сепаратистами благодаря батальонам «Слобожанщина» и «Харьков-1».
После взрыва у районного суда 19 января 2015 года меры безопасности в Харькове были усилены, к участию в охране объектов и патрулировании Харькова был привлечён личный состав батальона «Слобожанщина».
19 февраля 2015 года батальона поддержал обращение к президенту П. А. Порошенко о готовности выполнять приказы президента Украины (как Верховного Главнокомандующего Вооружённых сил Украины), министра внутренних дел и вышестоящего командования и опровержение информации об участии в создании так называемого «Объединённого штаба батальонов».
6 марта 2015 года на ул. Познанской в Харькове был взорван автомобиль «Volkswagen Transporter», в котором находились командир батальона «Слобожанщина» Андрей Янголенко и его жена Инна Янголенко — сотрудник спецподразделения МВД «Харьков-1», которые получили ранения и были доставлены в Харьковскую городскую клиническую больницу скорой и неотложной медицинской помощи № 4 им. проф. А. И. Мещанинова (Янголенко получил ранения средней тяжести, его жена получила более серьёзные ранения).
11 сентября 2015 года Служба безопасности Украины задержала командира батальона «Слобожанщина» по подозрению в подготовке к убийству министра внутренних дел Украины Арсена Авакова. Пресс-служба СБУ сообщает: «Служба безопасности Украины совместно с Главной военной прокуратурой предупредили убийство министра внутренних дел и ряд других заказных убийств в Киеве и Харькове». Отмечается, что разоблаченная преступная группу, которую возглавлял командира батальона, готовила убийства высокопоставленных сотрудников милиции, депутата Верховной Рады Украины, волонтеров и бизнесменов.
25 сентября 2015 года министр внутренних дел Украины Арсен Аваков внес залог за командира батальона «Слобожанщина» Андрея Янголенко.

## Техника, вооружение и снаряжение
Личный состав батальона вооружён стрелковым оружием: пистолетами ПМ, автоматами АКМ и АКС-74У.
В распоряжении батальона имеется автотранспорт и четыре БРДМ-2.

## Российско-украинская война
Французское издание "Монд" совместно с независимыми экспертами проанализировали видео истязания российских военнопленных в селе Малая Рогань Харьковской области и высказало мнение, что это он произошёл в присутствии бойцов украинского полицейского батальона "Слобожанщина", а командир батальона Янголенко явно появляется рядом с тремя жертвами перед тем как начались выстрелы. Хотя, по словам издания, по видео нельзя с уверенностью утверждать, что человек стрелявший в военнопленных был членом именно данного батальона. Сам командир батальона Янголенко на запрос издания не ответил.